# Ocotea marmellensis
Ocotea marmellensis är en lagerväxtart som beskrevs av Carl Christian Mez. Ocotea marmellensis ingår i släktet Ocotea och familjen lagerväxter. Inga underarter finns listade i Catalogue of Life.